# José Valín
José Valín Alonso (n. 1948) es un ingeniero y político español, consejero de Agricultura y Ganadería de la Junta de Castilla y León entre 1996 y 2007 y senador de la viii y ix legislaturas de las Cortes Generales.

## Biografía
Nacido en la localidad vallisoletana de Villalón de Campos el 11 de octubre de 1948, en 1971 obtuvo el título de ingeniero de Caminos, Canales y Puertos en Madrid. Llegó a ejercer de director técnico del Canal de Isabel II durante siete años.
De vuelta a Valladolid en 1991, desempeñó entre 1996 y 2007 el cargo de consejero de Agricultura y Ganadería de la Junta de Castilla y León en los ejecutivos autonómicos de Juan José Lucas y Juan Vicente Herrera. Durante su mandato se enfrentó a situaciones como la crisis de las vacas locas, el cierre de la fábrica de Galletas Fontaneda en Aguilar de Campoo o el caso del Lino; acabando en la parte final de su mandato con un fuerte desencuentro con las organizaciones agrarias, manifestado en forma de protestas.
Tras su salida del gobierno regional, se convirtió en senador designado por las Cortes de Castilla y León en la viii y ix legislaturas de las Cortes Generales (2007-2011).
Nombrado tras la llegada de Mariano Rajoy a la presidencia del Gobierno presidente de la Confederación Hidrográfica del Duero, tomó posesión del cargo el 7 de marzo de 2012; se jubiló el 10 de octubre de 2014.